# Natte
Natte is een biologisch bier van Brouwerij 't IJ te Amsterdam. Natte is een dubbel, een roodbruin bovengistend bier met een zachte smaak van donkere mout en 6,5% alcohol. Het is het tweede bier dat bij Brouwerij 't IJ gemaakt werd.